# نیروگاه فجیره
نیروگاه تولید همزمان آب و برق فجیره (به عربی: محطة تولید كهرباء الفجیرة) (امارات، در ۲۰ کیلومتری شهر فجیره در ۵ کیلومتری جنوب بندر خور فکان در نزدیکی روستای مربح در مجاورت دریای عمان)، یکی از نیروگاه‌های کشور امارات با مجموع ظرفیت تولید ۲۸۹۳ مگاوات برق و تولید ۲۳۰ میلیون گالون امپریال آب در روز (به اختصار MIGD) است.
نیروگاه فجیره یک مجتمع نیروگاهی است که شامل نیروگاه‌های فجیره F1 و F2 است.
نیروگاه فجیره F1 دارای ظرفیت تولید ۸۹۳ مگاوات و تولید آب ۱۰۰ میلیون گالون امپریال در روز است. نیروگاه فجیره F2 دارای ظرفیت تولید ۲۰۰۰ مگاوات و تولید آب ۱۳۰ میلیون گالون امپریال در روز است.

## مشخصات نیروگاه
نیروگاه فجیره یک مجتمع نیروگاهی است که شامل نیروگاه‌های فجیره F1 و F2 است.

### نیروگاه فجیره F1
نیروگاه فجیره F1 دارای ظرفیت تولید ۸۹۳ مگاوات و تولید آب ۱۰۰ میلیون گالون امپریال در روز است.
در ابتدا این نیروگاه دارای ۴ توربین گاز (GE frame 9E) همراه با بویلرهای بازیاب حرارتی (HRSG) و ۲ توربین بخار بود. هم‌چنین شامل ۵ واحد آب شیرین‌کن هر یک با ظرفیت ۱۲٫۸ میلیون گالون امپریال آب در روز و یک واحد آب شیرین‌کن دیگر با ظرفیت ۳۷٫۵ میلیون گالون امپریال آب در روز است.
پس از توسعه نیروگاه فجیره F1 در مارس ۲۰۰۹، یک توربین گازی با یک بویلر بازیاب حرارتی HRSG با ظرفیت تولید ۲۱۶٫۲۳۵ مگاوات اضافه شد که کل ظرفیت خالص تولید برق به ۸۹۳ مگاوات و ظرفیت خالص تولید آب به ۱۰۰ میلیون گالون امپریال در روز رسید.

### نیروگاه فجیره F2
نیروگاه فجیره F2 شامل ۳ قسمت است. قسمت ۱ و ۳ یکسان هستند، هر یک با داشتن ۲ توربین گازی صنعتی آلستوم هر یک با ظرفیت ۲۵۰ مگاوات به همراه HRSG و یک توربین بخار به ظرفیت ۳۵۰ مگاوات است. هم‌چنین، ۴ واحد آب شیرین‌کن هر یک به ظرفیت تولید ۸٫۵ میلیون گالون امپریال آب در روز و یک آب شیرین‌کن از نوع اسمز معکوس با ظرفیت ۳۰ میلیون گالون امپریال در روز است.
قسمت ۲ متشکل از یک توربین گازی صنعتی آلستوم با ظرفیت ۲۵۰ مگاوات به همراه HRSG و یک توربین بخار به ظرفیت ۱۵۰ مگاوات است. هم‌چنین، ۴ واحد آب شیرین‌کن هر یک به ظرفیت تولید ۸٫۵ میلیون گالون امپریال آب در روز است.
نیروگاه فجیره F2 در ۵ ژانویه ۲۰۱۱، با ظرفیت تولید ۲۰۰۰ مگاوات و ظرفیت تولید آب ۱۳۰ میلیون گالون امپریال در روز، تجاری شد.